# Francis Guthrie
Francis Guthrie (Londra, 22 gennaio 1831 – Claremont, 19 ottobre 1899) è stato un botanico e matematico sudafricano che per la prima volta pose il problema dei quattro colori nel 1852.
Studiò matematica con Augustus De Morgan e botanica con John Lindley all'University College di Londra. Guthrie ottenne il suo BA nel 1850 e LL.B. nel 1852 con onori di prima classe. Mentre colorava una mappa delle contee dell'Inghilterra, notò che erano richiesti almeno quattro colori in modo che non vi fossero due regioni che condividessero un confine comune dello stesso colore. Ha postulato che quattro colori sarebbero sufficienti per colorare qualsiasi mappa. Questo divenne noto come il problema dei quattro colori e rimase uno dei problemi irrisolti più famosi nella topologia per più di un secolo fino a quando non fu infine dimostrato nel 1976 usando una lunga prova assistita da computer.

## Biografia
Guthrie arrivò in Sudafrica il 10 aprile 1861 e fu accolto e intrattenuto dal dott. Dale (in seguito Sir Langham Dale), che fu determinante nella fondazione dell'Università del Capo di Buona Speranza nel giugno 1873. Guthrie assunse l'incarico di matematica master presso il Graaff-Reinet College. Mentre era lì, tenne un corso di acclamate conferenze pubbliche sulla botanica nel 1862 e iniziò così un'amicizia permanente con il residente locale Harry Bolus. Ha consigliato a Bolus di intraprendere lo studio della botanica per alleviare il suo dolore per la perdita del figlio di sei anni. Quando Bolus partì per Città del Capo qualche anno dopo, persuase Guthrie a trasferirsi anche lì nel 1875. Per un po', si esercitò al Bar e pubblicò un giornale prima di diventare professore di matematica al South African College, che in seguito divenne l'Università di Città del Capo. Rimase lì dal 1876 fino a quando non si ritirò nel 1898, rimanendo nella sua fattoria a Raapenberg.
Quando Bolus si impegnò a fare la famiglia delle Ericaceae per Flora Capensis, arruolò l'aiuto di Guthrie e collaborarono fino alla morte di Guthrie. Prima della sua morte, Guthrie aveva realizzato una vasta collezione della flora della penisola del Capo, che alla fine era stata ospitata come Guthrie Herbarium nel dipartimento di botanica dell'Università di Cape Town e utilizzata per l'insegnamento e la consultazione. Sebbene Guthrie non vivesse per vedere il lavoro pubblicato, ebbe la soddisfazione di sapere che la maggior parte del lavoro su Erica era stata completata. È sepolto nel vecchio cimitero annesso alla chiesa di San Tommaso a Rondebosch.
È stato descritto come di buon cuore, di buon umore, paziente e senza pretese. La portata dei suoi interessi era diversa e andava da una lezione intitolata Il calore del sole in Sudafrica, in cui sottolineava che doveva essere possibile trasformare l'energia solare in energia meccanica, in aeronautica, dove era coinvolto nello sviluppo del primo aereo. Sebbene soprannominato l'inventore della prima macchina volante, non esiste alcuna documentazione del suo lavoro.
Alcune specie del fynbos della zona di Bredasdorp prendono il nome da lui: Gladiolous guthriei, Erica guthriei e Homoglossum guthriei, nonché il genere Guthriea Bolus. Cyrtanthus guthrieae prende il nome da sua figlia Louisa Guthrie, che era anche botanica. Il nuovo genere Guthriea è stato raccolto da Harry Bolus da Oudeberg nel distretto di Graaff-Reinet e registrato anche dai Wittebergen nel distretto di Barkly East e Mont-aux-Sources a Natal. Ad oggi non sono state trovate altre specie in questo genere.
Guthrie è stato tra i primi membri della Società filosofica sudafricana (in seguito la Royal Society of South Africa), membro attivo della Commissione meteorologica ed esaminatore della Cape University.
L'abbreviazione dell'autore standard Guthrie viene utilizzata per indicare questa persona come l'autore quando cita un nome botanico.